# Blastobasis ochrobathra
Blastobasis ochrobathra é uma espécie de mariposa do gênero Blastobasis pertencente à família Coleophoridae.